# انتشارات کاروان
انتشارات کاروان به سال ۱۳۷۶ با مدیریت آرش حجازی، نویسنده، مترجم و پزشک ایرانی، تأسیس شد که عمده فعالیت آن در زمینه‌هایی همچون ادبیات داستانی، شعر، ادبیات کودک و ادبیات نوجوان بود. کاروان ناشر انحصاری همهٔ کتاب‌های پائولو کوئلیو در ایران و به زبان فارسی بود. انتشارات کاروان در سال ۱۳۸۱ با همکاری مؤسسه فرهنگی- انتشاراتی اندیشه‌سازان، جایزه ادبی یلدا را بنیان‌گذاری کرد و چهار دوره از این جوایز را اهدا نمود.این انتشارات همچنین از سال ۱۳۸۳، ماهنامه جشن کتاب را منتشر کرد.جشن کتاب به داستان کوتاه، اطلاعات عمومی و معرفی و بررسی کتاب می‌پرداخت؛ مجوز انتشار دورهٔ جدید این نشریه، که به صورت فصلنامه منتشر می‌گشت در تیرماه ۱۳۸۷ و پس از پنج شماره انتشار، از سوی هیئت نظارت بر مطبوعات لغو گردید. به گفتهٔ آرش حجازی، مجوز این انتشارات، بعد از وقایع سال ۸۸ لغو شده‌است.